# روندو ۱
روندو ۱ (Rondo 1) آسمان‌خراشی اداری با ارتفاع کلی ۱۹۲ متر واقع در ورشو، لهستان در روندو اوان‌زد (Rondo ONZ) است. این برج ۴۰ طبقه دارد. این ساختمان توسط لری اولتمنز در دورانی که مدیر طراحی اداره اسکیدمور، اوینگز و مریل در لندن بود، طراحی شد. اپستاین آرکیتکچر در نقش معاری اجرایی عمل کرد.
ساخت این آسمان‌خراش در بهار ۲۰۰۳ آغاز شد؛ در ۷ اوت ۲۰۰۴ سنگ تهداب آن گذاشته شد و در ۷ مارس ۲۰۰۶ این برج به طور رسمی افتتاح شد.